# Heinrich von Stretelingen

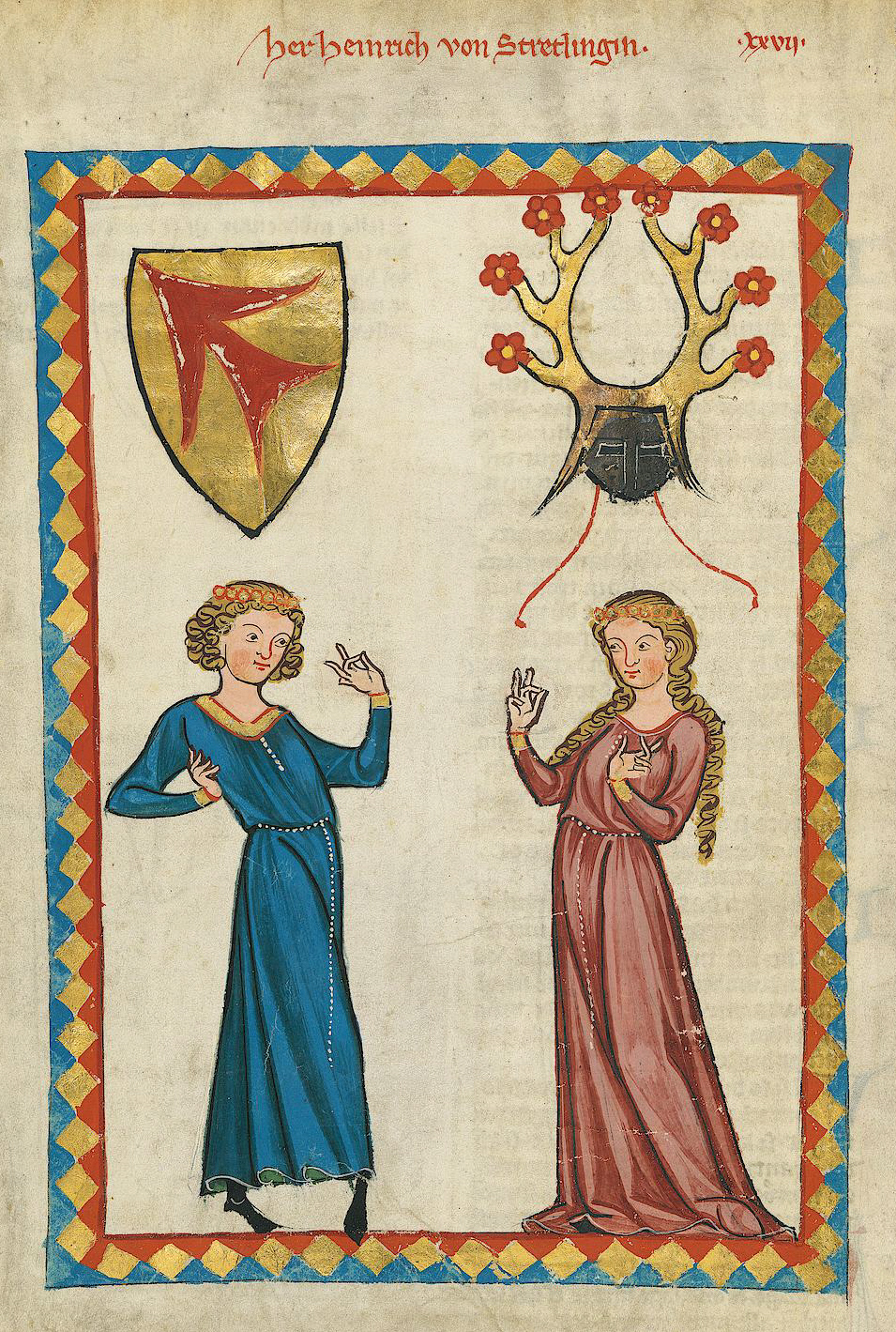
Heinrich von Stretelingen, (II. oder III.)

Heinrich III. von Stretelingen (* 1258; † 1294) war ein Angehöriger der Freiherrenfamilie von Strättligen am Thunersee. Er war der Sohn von Heinrich II. von Stretelingen (* ?; † 1263 oder 1271).
Einer von beiden ist der Minnesänger, von dem drei Lieder im Codex Manesse verzeichnet sind. Eine Illustration Heinrichs, die fast mit der in der manessischen Handschrift identisch ist, überliefert das sogenannte Naglersche Fragment.

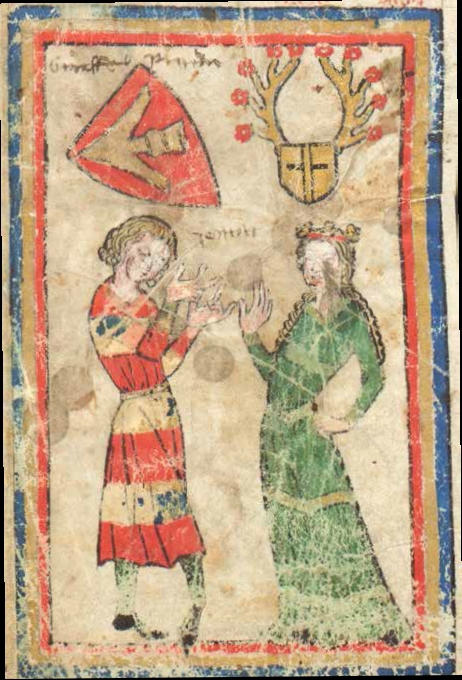
Heinrich von Stretelingen Naglersches Fragment

## Leben
Am Thuner See, dem alten Wendelsee, lag die Burg der Streterlinger, von der auch heute noch Ruinen erhalten sind. Mitglieder des Geschlechtes erscheinen seit dem 12. Jahrhundert zahlreich in Urkunden. Heinrich der III. von Stretelingen (oder auch Heinrich von Strättlingen) ist der Sohn von Heinrich von Stretelingen dem II. Er ist der erste oberländische Dichter, der in die europäische Literatur eingegangen ist. Er bewohnte die Burg seiner Väter bei Gwatt und Einigen in der zweiten Hälfte des 13. Jahrhunderts. Es ist nicht bekannt, welcher von den beiden der Minnesänger war, aber aus stilischen und überlieferungsgeschichtlichen Gründen ist am ehesten der zwischen 1258 und 1294 urkundende Heinrich III. als der Minnesänger anzusehen. Über sein Leben finden sich keine Nachrichten, wenn man absieht von der historisch wenig verlässlichen Stretelinger Chronik des Eulogius Kiburger (ᵻ 1506, s. L), die einen H. kennt, der bei der „groß tenz und allerlei spils“ den Ruin der Familie heraufbeschworen habe, wobei jedoch sein Minnesang mit keinem Wort erwähnt wird. Es gibt drei Lieder von Heinrich von Stretelingen, die im Codex Manesse verzeichnet sind.

Die drei Lieder von H. in Codex Manesse

## Überlieferte Lieder
Heinrichs Werk ist mit drei Liedern sehr schmal. Dies ermöglicht kaum fundierte Aussagen über die Qualitäten des Autors, und die Melodien. Alle drei Lieder finden sich im Codex Manesse. Das bekannteste dieser drei Lieder ist das heute noch aufgeführte Lied Nahtigal guot vogelin.
| Originaltext | Übersetzung |
| --- | --- |
| Nahtegal, guot vogellîn, mîner frouwen solt du singen in ir ôre dar, Sît si hât daz herze mîn und ich âne fröide und âne hôhgemüete var. Sî daz niht wunder, son weiz ich frömder dinge niht, daz man darunder hie bisunder dike frô mich siht. Deilidurei faledirannurei lîdundei faladaritturei! II. Frowe, bluomen unde klê unde heide, diu so wunneklîche grüene lît, Die wen muoten unde mê, daz diu vogellîn wol singen suozze wider strît. Des fröit sich sêre mîn gemüete, daz si sint fröiderîch. al dur ir êre singe ich mêre, sît si ist minneklich. Deilidurei faledirannurei lîdundei faladaritturei! III. Süezze Minne, hilf enzît, daz diu selderîche erkenne mîne nôt! Sît daz mîn trôst an dir lît, so füege, daz ir süezzer munt durliuhtig rôt Der senden quâle in kurzen zîten werde gewar. schiuz dîn strâle zeinem mâle, du weist wol selbe war. Deilidurei faledirannurei lîdundei faladaritturei! | Nachtigall, gutes Vögelchen, meiner Herrin sollst du in ihr Ohr singen, Denn sie hat mein Herz in Gewahrsam und ich lebe ohne Freude und ohne Lebensmut dahin. Wenn das kein Wunder ist, so kenne ich nichts Staunenerregendes – dass man nämlich hier dabei oft mich froh sieht. Deilidurei faledirannurei lîdundei faladaritturei! II. Herrin, Blumen und Klee, und die Heide, die so prächtig grün daliegt, die verlangen noch und noch, dass die kleinen Vögel wohllautend konzertieren. Darob ist hoch beglückt mein Inneres, dass sie fröhlich sind. Allein zu ihrer Ehre singe ich weiter, denn sie ist liebreizend. Deilidurei faledirannurei lîdundei faladaritturei! III. Süße Frau Minne, hilf rechtzeitig, damit die Beglückende mein Leiden bemerkt! Da Hilfe für mich bei dir liegt, so mache, dass ihr süßer, leuchtend roter Mund die Sehnsuchtsqualen rasch erkennt. Schieße deinen Pfeil plötzlich du weißt selber, wohin. Deilidurei faledirannurei lîdundei faladaritturei! |

## Interpretation des Gedichts
Zu Liedbeginn schickt der Sänger die Nachtigall als Liebesbote zur Dame. Diese hat das Herz des Sängers gefangen genommen. Es sei ein Wunder, dass er trotz des herzlosen Zustands immer noch froh ist. Außerhalb der Strophenstruktur erscheint ein Refrain aus reinen Klangwörtern; sie wecken die Assoziation eines Naturjodels.
Die zweite Strophe beginnt mit einem Frühlingsbild. Das ist hier auf wenige Schlagworte reduziert: bluomen, klê, heide. Mit den konzertierenden Vögeln wird das Bild durch den Klang ergänzt. Wie die Natur von den Vöglein das Singen verlangte, so verlangt das auch die Minnedame vom Sänger. Ihr zu Ehre singt er weiter. Ihre Zufriedenheit beglückt ihn.
Die letzte Strophe fängt mit einer Bitte an Frau Minne an. Sie soll die Dame zur Einsicht in das verursachte Liebesleid bringen. Für den Liedschluss fügt Heinrich das Bild des Liebespfeiles ein. Mit ihm soll Frau Minne die Dame des Sängers treffen.
Es liegt eine Minneklage vor. Günther Schweikle hat ihre Funktion als eine „Art emotionalen Lagebericht im Munde eines männlichen lyrischen Ichs“ umschrieben.
Der Dichter liebt die Dame und leidet unter ihrem Schweigen. Momente des Glücks werden erwähnt, doch es wird kein genauer Anlass dafür benannt. Das Lied lässt sie weder selbst zu Wort kommen, noch imaginiert der Sänger sie genauer in ihrer äußeren Erscheinung. Die Strophen 1 und 3 berichten von den Versuchen, die monologische Einsamkeit aufzubrechen und Verbündete zu finden: die Nachtigall und Frau Minne.

## Bildliche Darstellungen
Außer den drei Liedern, die im Codex Manesse überliefert sind, gibt es noch zwei bildliche Darstellungen Heinrichs von Stretelingen. Eine findet sich im Codex Manesse und die zweite im naglerschen Fragment. Die Bilder stimmen stark überein. Die Bilder stellen den Dichter und eine Frau dar. Beide sind vornehm gekleidet.
Auf dem Bild im Codex Manesse steht der Dichter mit erhobenen Händen, die beiden mittleren Finger der linken Hand einbiegend, biegt den vierten Finger zum Daumen, was auch das Fräulein macht.
Die beiden Figuren sind einander zugewandt, die Oberkörper symmetrisch zurückgebogen. Das rechte Bein des Herrn ist vorangestellt, sein zur Seite gedrehter rechter Fuß (im rechten Winkel zum linken) überschneidet den Bildrand. Die Gewandfalten deuten die Bewegungsrichtung noch an. Die artifizielle Fußstellung ist das Hauptindiz dafür, dass der Herr tanzend dargestellt sein soll. Dann könnte die Geste seiner erhobenen linken Hand ein Fingerschnippen anzeigen. Die Dame hält ihre rechte Hand ganz ähnlich. Die Fingerhaltung ihrer Linken ist als tänzerische Geste zu interpretieren. Sie scheint mit ihren Handgesten auf die Tanzbewegung des Herrn zu antworten, der gerade ein Solo tanzt.
Das zweite Bild ist im naglerschen Fragment. Das Paar ist hier etwas anders gekleidet und hat eine etwas andere Stellung zueinander. Die Frau hebt ihre rechte Hand gegen ihn, der Oberkörper ist stark zurückgebogen und die linke Hand stützt sie an ihre Hüfte, die ihm zugewandt ist. Es ist eindeutig, dass das Fräulein den Dichter hier zurückweist, was eher zum zweiten Gedicht des Dichters passt, wo er den Schmerz und das Leiden betont, verursacht durch das Zurückweisen der Geliebten.
Auf dem Bild kann man, außer dem jungen Paar, noch das Wappen sehen.
Auch das Wappen unterscheidet sich in den bildlichen Darstellungen: im Codex Manesse ist es im Schilde golden mit einer roten Pfeilspitze nach links gewandt. Der geschlossene Goldhelm trägt zwei goldene Hirschhörner mit je vier Zacken.
Das Wappen im naglerschen Fragment ist rot mit goldenem Pfeil und der Goldhelm mit den Hirschhörnern hat fünf Zacken.

## Belege
1. ↑  handschriftencensus.de
2. ↑  Hella Frühmorgen: Heinrich von Stretelingen. In: Neue Deutsche Biographie (NDB). Band 8, Duncker & Humblot, Berlin 1969, S. 424.
3. ↑  Henrike Manuwald: Der tanzlustige Heinrich von Stretelingen. Zur Aussagekraft von Autorenbildern in Lyrikhandschriften. In: Berner Zeitschrift für Geschichte. 75. Jahrgang, Band 02, 2013; bezg.ch (PDF; 561 KB).

| Personendaten    | Personendaten                                                        |
| ---------------- | -------------------------------------------------------------------- |
| NAME             | Heinrich von Stretelingen                                            |
| ALTERNATIVNAMEN  | Heinrich III. von Strättligen                                        |
| KURZBESCHREIBUNG | Minnesänger und Angehöriger eines Freiherrengeschlechts am Thunersee |
| GEBURTSDATUM     | 1258                                                                 |
| STERBEDATUM      | 1294                                                                 |